# NGC 2178
NGC 2178 је елиптична галаксија у сазвежђу Сликар која се налази на NGC листи објеката дубоког неба.
Деклинација објекта је - 63° 45' 50" а ректасцензија 6h 2m 47,5s. Привидна величина (магнитуда) објекта NGC 2178 износи 12,6 а фотографска магнитуда 13,6. NGC 2178 је још познат и под ознакама ESO 86-53, PGC 18322.